# Desa Karangasih
Desa Karangasih är en administrativ by i Indonesien.   Den ligger i provinsen Jawa Barat, i den västra delen av landet, 30 km öster om huvudstaden Jakarta.